# Drippin
Drippin (tiếng Hàn: 드리핀, Romaja quốc ngữ: Deuripin, được viết cách điệu như DRIPPIN) là một nhóm nhạc nam Hàn Quốc được thành lập năm 2020 bởi Woollim Entertainment. Nhóm hiện gồm 6 thành viên: Hyeop, Yunseong, Changuk, Dongyun, Minseo, Junho. Nhóm ra mắt vào ngày 28 tháng 10 năm 2020 với EP Boyager.

## Lịch sử

### Trước khi ra mắt
Tất cả thành viên của Drippin trừ Alex đều từng tham gia chương trình thực tế sống còn Produce X 101 do Mnet thực hiện, trong đó Cha Jun-ho giành vị trí thứ 9 chung cuộc và ra mắt trong nhóm chiến thắng có tên X1. Các thành viên còn lại đã cùng với một thực tập sinh Woollim là Lee Sung-jun (từng là thành viên của Blank2y) phát hành đĩa đơn "1M1S" trong dự án W Project 4. Đĩa đơn đạt vị trí thứ 81 trên bảng xếp hạng Billboard K-pop Hot 100.

### 2020–2021: Ra mắt,BoyagervàA Better Tomorrow
Tháng 9 năm 2020, Woollim Entertainment cho biết công ty sẽ ra mắt một nhóm nhạc nam gồm 7 thành viên với tên gọi Drippin. Nhóm tham gia vào chưong trình thực tế We are Drippin trên nền tảng Seezn, kể lại quá trình đào tạo và luyện tập của họ trước khi ra mắt. Drippin chính thức ra mắt vào ngày 28 tháng 10 năm 2020 với EP Boyager, tên gọi lấy cảm hứng từ Chương trình Voyager.
Ngày 16 tháng 3 năm 2021, họ ra mắt EP thứ hai, A Better Tomorrow, với ca khúc chủ đề "Young Blood".
Ngày 29 tháng 6 năm 2021, Drippin ra mắt album đĩa đơn đầu tay, Free Pass, với ca khúc chủ đề cùng tên.
Ngày 11 tháng 11 năm 2021, họ phát hành đĩa quảng bá "Vertigo" trên nền tảng Universe.

### 2022–nay: SêriVillain, ra mắt tại Nhật Bản,Seven Sins, Alex rời nhóm
Ngày 17 tháng 1 năm 2022, nhóm ra mắt EP thứ ba, Villain, với ca khúc chủ đề cùng tên.
Ngày 18 tháng 5 năm 2022, họ ra mắt tại thị trường Nhật Bản với đĩa đơn "So Good".
Ngày 15 tháng 6 năm 2022, nhóm ra mắt album đĩa đơn thứ hai, Villain: Zero, với "Zero" là ca khúc chủ đề.
Ngày 15 tháng 11 năm 2022, Drippin phát hành album phòng thu đầu tiên, Villain: The End. Album gồm 10 ca khúc với ca khúc chủ đề "The One". Ban đầu album dự kiến được phát hành vào ngày 30 tháng 10, nhưng đã bị hoãn sang ngày 15 tháng 11 do trùng với quốc tang các nạn nhân trong vụ giẫm đạp Halloween tại Itaewon vào ngày 29 tháng 10.
Ngày 26 tháng 1 năm 2023, Woollim cho biết Alex sẽ dừng hoạt động cùng nhóm vì lý do sức khỏe.
Drippin phát hành đĩa đơn tiếng Nhật thứ hai "Hello Goodbye" vào ngày 15 tháng 3 cùng năm với đội hình 6 thành viên. Buổi giới thiệu được tổ chức tại Ebisu Liquid Room tại Tokyo vào ngày 14 tháng 3.
Album đĩa đơn thứ ba của họ, Seven Sins, được ra mắt vào ngày 19 tháng 4 năm 2023. Album gồm ba ca khúc: ca khúc chủ đề cùng tên, "Stereo" và "Bad Blood". Để mở đầu cho kế hoạch quảng bá, họ công chiếu phim ngắn Eden vào ngày 17 tháng 5, phân phối bởi CGV.
Ngày 28 tháng 7 năm 2023, Woollim thông báo Alex sẽ rời Drippin và chấm dứt hợp đồng độc quyền với công ty. Theo đó, nhóm sẽ tiếp tục hoạt động với đội hình 6 thành viên.
Tháng 7 năm 2024, Drippin xác nhận trở lại với đĩa đơn thứ năm, "Weekend", là sản phẩm đầu tiên của họ sau hơn một năm vắng bóng. Đĩa đơn dự kiến phát hành vào ngày 20 tháng 8.

## Thành viên
- Chú thích: in đậm là nhóm trưởng

| Nghệ danh           | Nghệ danh | Tên khai sinh             | Tên khai sinh                  | Tên khai sinh | Tên khai sinh    | Ngày sinh         | Nơi sinh                  | Quốc tịch |
| Latinh              | Hangul    | Latinh                    | Hangul                         | Hanja         | Hán việt         | Ngày sinh         | Nơi sinh                  | Quốc tịch |
| Thành viên hiện tại |           |                           |                                |               |                  |                   |                           |           |
| Hyeop               | 협        | Lee Hyeop                 | 이협                           | 李協          | Lý Hiệp          | 13 tháng 8, 1999  | Busan, Hàn Quốc           | Hàn Quốc  |
| Yunseong            | 윤성      | Hwang Yunseong            | 황윤성                         | 黃允省        | Hoàng Duẫn Thành | 30 tháng 10, 2000 | Seoul, Hàn Quốc           | Hàn Quốc  |
| Changuk             | 창욱      | Joo Changuk               | 주창욱                         | 周昌煜        | Chu Xương Dục    | 25 tháng 7, 2001  | Changwon, Hàn Quốc        | Hàn Quốc  |
| Dongyun             | 동윤      | Kim Dongyun               | 김동윤                         | 金東玧        | Kim Đông Duẫn    | 18 tháng 2, 2002  | Seoul, Hàn Quốc           | Hàn Quốc  |
| Minseo              | 민서      | Kim Minseo                | 김민서                         | 金敏緒        | Kim Mẫn Từ       | 13 tháng 5, 2002  | Gwangju, Hàn Quốc         | Hàn Quốc  |
| Junho               | 준호      | Cha Junho                 | 차준호                         | 車俊昊        | Xa Tuấn Hạo      | 9 tháng 7, 2002   | Nam Chungcheong, Hàn Quốc | Hàn Quốc  |
| Cựu thành viên      |           |                           |                                |               |                  |                   |                           |           |
| Alex                | 알렉스    | Alexander Vincent Schmidt | 알렉산더 빈첸트 하영 슈미트 리 | 李河英        | Lý Hà Anh        | 6 tháng 10, 2004  | Mainz, Đức                | Đức       |
| Alex                | 알렉스    | Lee Hayoung               | 이하영                         | 李河英        | Lý Hà Anh        | 6 tháng 10, 2004  | Mainz, Đức                | Đức       |

## Danh sách đĩa nhạc

### Album phòng thu
| Tựa đề           | Thông tin | Vị trí xếp hạng cao nhất | Doanh số      |
| Tựa đề           | Thông tin | KOR                      | Doanh số      |
| ---------------- | --- | ------------------------ | ------------- |
| Villain: The End | - Phát hành: 15 tháng 11, 2022 - Hãng đĩa: Woollim Entertainment - Định dạng: CD, kỹ thuật số, phát trực tuyến Danh sách bài hát 1. "I.N.O" 2. "The One" 3. "Silence" 4. "Monster" 5. "Home" 6. "Utopia" 7. "Deja Vu" 8. "Escape" 9. "Champion" 10. "When I'm with You" | 17                       | - KOR: 40,675 |

### EP
| Tựa đề                                                                                       | Thông tin | Vị trí xếp hạng cao nhất | Vị trí xếp hạng cao nhất | Vị trí xếp hạng cao nhất | Doanh số                   |
| Tựa đề                                                                                       | Thông tin | KOR                      | JPN                      | JPN Hot                  | Doanh số                   |
| -------------------------------------------------------------------------------------------- | --- | ------------------------ | ------------------------ | ------------------------ | -------------------------- |
| Boyager                                                                                      | - Phát hành: 28 tháng 10, 2020 - Hãng đĩa: Woollim Entertainment - Định dạng: CD, kỹ thuật số, phát trực tuyến Danh sách bài hát 1. "Boyager" 2. "Nostalgia" 3. "Overdrive" 4. "Shine" 5. "Colors" (물들여) 6. "Light" (빛)                           | 8                        | 17                       | —                        | - KOR: 52,832 - JPN: 3,330 |
| A Better Tomorrow                                                                            | - Phát hành: 16 tháng 3, 2021 - Hãng đĩa: Woollim Entertainment - Định dạng: CD, kỹ thuật số, phát trực tuyến Danh sách bài hát 1. "A Better Tomorrow" 2. "Young Blood" 3. "Reach Out Your Hands" (손을 뻗어봐) 4. "Without U" 5. "Firefly" 6. "Fate" | 8                        | —                        | 73                       | - KOR: 47,597              |
| Villain                                                                                      | - Phát hành: 17 tháng 1, 2022 - Hãng đĩa: Woollim Entertainment - Định dạng: CD, kỹ thuật số, phát trực tuyến Danh sách bài hát 1. "7Villaz" 2. "Villain" 3. "Switch" 4. "Shy" 5. "Delusion" 6. "Remember" 7. "Vertigo" (CD only)                     | 10                       | —                        | —                        | - KOR: 33,699              |
| "—" biểu thị không đạt được thứ hạng tại bảng xếp hạng hoặc không phát hành tại lãnh thổ đó. | |                          |                          |                          |                            |

### Album đĩa đơn
| Tựa đề                                                                                       | Thông tin | Vị trí xếp hạng cao nhất | Vị trí xếp hạng cao nhất | Doanh số                   |
| Tựa đề                                                                                       | Thông tin | KOR                      | JPN                      | Doanh số                   |
| -------------------------------------------------------------------------------------------- | --- | ------------------------ | ------------------------ | -------------------------- |
| Free Pass                                                                                    | - Phát hành: 29 tháng 6, 2021 - Hãng đĩa: Woollim Entertainment - Định dạng: CD, kỹ thuật số, phát trực tuyến Danh sách bài hát 1. "Free Pass" 2. "Stay" 3. "Wish" (너의 소원 안에 내가 있었으면 해) | 6                        | 50                       | - KOR: 37,596 - JPN: 1,125 |
| Villain: Zero                                                                                | - Phát hành: 15 tháng 6, 2022 - Hãng đĩa: Woollim Entertainment - Định dạng: CD, kỹ thuật số, phát trực tuyến Danh sách bài hát 1. "Zero" 2. "Game" 3. "Trick and Treat"                             | 11                       | —                        | - KOR: 28,023              |
| Seven Sins                                                                                   | - Phát hành: 19 tháng 4, 2023 - Hãng đĩa: Woollim Entertainment - Định dạng: CD, kỹ thuật số, phát trực tuyến Danh sách bài hát 1. "Seven Sins" 2. "Stereo" 3. "Bad Blood"                           | 16                       | —                        | - KOR: 64,676              |
| "—" biểu thị không đạt được thứ hạng tại bảng xếp hạng hoặc không phát hành tại lãnh thổ đó. | |                          |                          |                            |

### Đĩa đơn
| Tựa đề                                                                                       | Năm       | Vị trí xếp hạng cao nhất | Vị trí xếp hạng cao nhất | Vị trí xếp hạng cao nhất | Doanh số      | Album                         |
| Tựa đề                                                                                       | Năm       | KOR Down.                | JPN                      | US World                 | Doanh số      | Album                         |
| Tiếng Hàn                                                                                    | Tiếng Hàn | Tiếng Hàn                | Tiếng Hàn                | Tiếng Hàn                | Tiếng Hàn     | Tiếng Hàn                     |
| -------------------------------------------------------------------------------------------- | --------- | ------------------------ | ------------------------ | ------------------------ | ------------- | ----------------------------- |
| "Nostalgia"                                                                                  | 2020      | 89                       | —                        | —                        | —             | Boyager                       |
| "Young Blood"                                                                                | 2021      | 46                       | —                        | —                        | —             | A Better Tomorrow             |
| "Free Pass"                                                                                  | 2021      | 86                       | —                        | 9                        | —             | Free Pass                     |
| "Vertigo"                                                                                    | 2021      | —                        | —                        | —                        | —             | Đĩa đơn không nằm trong album |
| "Villain"                                                                                    | 2022      | 61                       | —                        | —                        | —             | Villain                       |
| "Zero"                                                                                       | 2022      | 49                       | —                        | —                        | —             | Villain: Zero                 |
| "The One"                                                                                    | 2022      | 57                       | —                        | —                        | —             | Villain: The End              |
| "Seven Sins"                                                                                 | 2023      | 116                      | —                        | —                        | —             | Seven Sins                    |
| Tiếng Nhật                                                                                   |           |                          |                          |                          |               |                               |
| "So Good"                                                                                    | 2022      | —                        | 9                        | —                        | - JPN: 6,373  | Đĩa đơn không nằm trong album |
| "Hello Goodbye"                                                                              | 2023      | —                        | 12                       | —                        | - JPN: 10,508 | Đĩa đơn không nằm trong album |
| "—" biểu thị không đạt được thứ hạng tại bảng xếp hạng hoặc không phát hành tại lãnh thổ đó. |           |                          |                          |                          |               |                               |

## Danh sách video

### Chương trình truyền hình
| Năm  | Tựa đề         | Ghi chú                       | Tham khảo |
| ---- | -------------- | ----------------------------- | --------- |
| 2020 | We are Drippin | Phát sóng từ 17 tháng 9, 2020 | [ 30 ]    |
| 2020 | Game King      | Phát sóng 25 tháng 11, 2020   | [ 31 ]    |
| 2021 | Let's Drippin  | Phát sóng từ 7 tháng 5, 2021  | [ 32 ]    |

### Chương trình tạp kỹ
| Năm  | Tựa đề                        | Ghi chú                     | Tham khảo |
| ---- | ----------------------------- | --------------------------- | --------- |
| 2021 | The Wolf: The Last Descendant | Phát hành 25 tháng 10, 2021 | [ 33 ]    |

## Giải thưởng và đề cử
| Lễ trao giải                  | Năm  | Hạng mục                                | Đề cử cho         | Kết quả    | Tham khảo     |
| ----------------------------- | ---- | --------------------------------------- | ----------------- | ---------- | ------------- |
| Asia Artist Awards            | 2021 | Male Idol Group Popularity Award        | Drippin           | Đề cử      | [ 34 ]        |
| Asia Artist Awards            | 2021 | U+ Idol Live Popularity Award           | Drippin           | Đề cử      | [ 35 ]        |
| Asia Artist Awards            | 2022 | DCM Popularity Award – Singer           | Drippin           | Đề cử      | [ 36 ]        |
| Asia Artist Awards            | 2022 | IdolPlus Popularity Award – Singer      | Drippin           | Đề cử      | [ 37 ]        |
| Asian Pop Music Awards        | 2021 | Best New Artist (Overseas)              | A Better Tomorrow | Đề cử      | [ 39 ] [ 40 ] |
| Brand Customer Loyalty Awards | 2021 | Best Male Rookie Award                  | Drippin           | Đề cử      | [ 41 ]        |
| Brand of the Year Awards      | 2021 | Rookie Male Idol Award                  | Drippin           | Đề cử      | [ 42 ]        |
| Circle Chart Music Awards     | 2021 | New Artist of the Year - Physical       | Boyager           | Đề cử      | [ 43 ]        |
| Circle Chart Music Awards     | 2022 | MuBeat Global Choice Award – Male Group | Drippin           | Đề cử      | [ 44 ]        |
| Circle Chart Music Awards     | 2023 | MuBeat Global Choice Award – Male Group | Drippin           | Đề cử      | [ 45 ]        |
| Golden Disc Awards            | 2021 | Rookie Artist of the Year               | Drippin           | Đề cử      | [ 46 ]        |
| Mnet Asian Music Awards       | 2021 | Best New Male Artist                    | Drippin           | Đề cử      | [ 47 ]        |
| Mnet Asian Music Awards       | 2021 | Artist of the Year                      | Drippin           | Longlisted | [ 47 ]        |
| Mnet Asian Music Awards       | 2021 | Album of the Year                       | A Better Tomorrow | Longlisted | [ 47 ]        |
| Seoul Music Awards            | 2021 | Rookie of the Year                      | Drippin           | Đề cử      | [ 48 ]        |
| Seoul Music Awards            | 2021 | K-wave Popularity Award                 | Drippin           | Đề cử      | [ 48 ]        |
| Seoul Music Awards            | 2021 | Popularity Award                        | Drippin           | Đề cử      | [ 48 ]        |
| The Fact Music Awards         | 2021 | Fan N Star Choice Award (Artist)        | Drippin           | Đề cử      | [ 49 ]        |